# Andre (Sänger)
Andre (armenisch Անդրե, eigentlich Անդրեյ Հովնանյան Andrej Hownanjan; * 8. Juli 1979 in Stepanakert, Autonome Oblast Bergkarabach, Aserbaidschanische SSR, Sowjetunion) ist ein armenischer Sänger.

## Leben
Er vertrat das zum ersten Mal teilnehmende Armenien beim Eurovision Song Contest 2006 in Athen (Griechenland). Mit seinem Lied Without Your Love, das von Armen Martirosjan komponiert und von Catherine Bekjan getextet wurde, belegte er mit 129 Punkten den achten Platz. Zum Eurovision Song Contest 2013 verlas er die armenische Punktevergabe im Finale.
Andres Geburtsort Stepanakert liegt in der heutigen Republik Arzach. In seinem offiziellen Lebenslauf wird als Herkunft deshalb Republik Arzach angegeben, das unter anderem nach Ansicht der Vereinten Nationen und des Europarates weiterhin Teil des Staatsgebietes Aserbaidschans ist und zu scharfen diplomatischen Protesten seitens Aserbaidschans geführt hat.

## Diskografie

### Alben
- 2003: Jes jem
- 2005: Miajn ser
- 2006: 1000 angam
- 2008: Jerdschankutjan gaghtnik
- 2010: ANDREnaline
- 2014: Im Hogi

### Singles
- 2005: My Love To You
- 2006: Without Your Love

### Videoalben
- 2008: My Love to you